# 三重区
三重区（サンチョン/さんちょう/さんじゅう-く）は、台湾新北市中西部に位置する市轄区。台北市の衛星都市として開発が進み、台湾中南部からの移住者が多い。

## 地理
三重区は淡水河西岸に広がり、清代以来、台湾の中心地であった艋舺（現台北市万華）や大稲埕（現大同区）の対岸に位置し、士林区からも近い。西北は新北市の蘆洲区、五股区と、西は新荘区と、南は板橋区と大漢渓をはさんで隣接している。

## 歴史
三重が史書に初めて出現するのは、鄭成功時代の1661年である。当初は新荘の頭重埔（埔は広い平地を意味する語）を皮切りに、中国福建南部、広東東部からの移住者によって開発が進められ、その後二重埔（現在の頂崁一帯）、最後に三重埔が開発された。
1889年、劉銘伝が台湾巡撫の時代、鉄道建設のために三重と大稲埕の間に淡水木橋（現在の台北大橋）を架橋し、三重の農産物の物流発展に大きく寄与した。しかし、この橋は木橋であったため、大雨などの災害でたびたび被害を受けた。日本統治時代の1889年に鉄道路線変更が実施され、これにより三重から鉄道が姿を消した。
日本統治時代の三重は、台北地区のジャスミンや柑橘類の集散地であった。当時対岸の大稲でも茶栽培が盛んであったことから、その加工に必要なジャスミンの栽培が盛んであった。しかし、その後食糧増産政策が推進されると、ジャスミン栽培は不要不急の扱いを受け減産し、現在では消滅した。
1920年に台北州新荘郡鷺洲庄に属し、1947年4月1日に鷺洲から独立し、三重鎮が設けられ、1962年に県轄市に昇格して三重市となり、初めて鎮から県轄市に昇格した都市の一つであった。2010年12月25日、台北県が直轄市の新北市に昇格したのに伴い、三重区となった。

## 経済
三重区は高速道路の起点となっており、南北交通の便に恵まれ、台北市という市場に隣接するという有利な地理的条件から、外部からの流入人口が多い都市と言える。1960年代には台北橋の下に日雇い労働者が集まるようになり。多い日には1万を超す労働者が淡水河を越えて台北市内で建築業に携わっていた。
1970年代から1980年代にかけて台湾が高度経済成長を迎えると、当時の台湾省主席であった謝東閔の工業振興政策の下、三重の多くの町工場が成立し、台湾の工業製品部品の多くを生産する拠点となった。現在でも光復路を中心にさまざまな工場が立ち並ぶ工業市として発展している。

## 行政区
| 地区 | 里 |
| ---- | --- |
| 東   | 永盛里、永吉里、永安里、永豊里、永福里、永清里、永順里、渓美里、福隆里、五常里、五福里、仁忠里、慈福里、慈生里、慈恵里、慈愛里、慈化里、慈祐里、富福里、五華里、碧華里、福楽里、仁華里、五順里、富貴里、富華里 |
| 西   | 過田里、錦田里、三民里、田安里、田心里、田中里、福田里、二重里、博愛里、大有里、光田里、光陽里、重明里、福祉里、福徳里、福民里、成功里、徳厚里、谷王里、五谷里、頂崁里、中興里                                 |
| 南   | 菜寮里、光明里、光正里、永春里、中正里、吉利里、大同里、中民里、平和里、大安里、同安里、同慶里、忠孝里、仁徳里、仁義里、光栄里、光輝里、福星里、福利里、清和里、永興里                                         |
| 中   | 錦江里、龍浜里、承徳里、順徳里、万寿里、介寿里、奕寿里、秀江里、龍門里、瑞徳里、崇徳里、尚徳里、維徳里、厚徳里、三安里、安慶里、福安里、信安里、幸福里、六合里、立徳里、六福里、培徳里、永徳里、永煇里、永発里 |
| 北   | 重陽里、中山里、国隆里、大園里、民生里、自強里、正安里、正義里、正徳里、重新里、文化里、中央里、双園里、錦通里、錦安里、光華里、長安里、長生里、大徳里、開元里、長元里、長江里、長泰里、長福里                 |

## 教育

### 高級中学
- 新北市立新北高級中学
- 新北市立三重高級中学
- 私立格致高級中学
- 私立金陵女子高級中学
- 私立東海高級中学

### 高級職専学校
- 新北市立三重高級商工職業学校
- 私立穀保高級家事商業職業学校
- 私立清伝高級商業職業学校

### 国民中学
- 新北市立光栄国民中学
- 新北市立明志国民中学
- 新北市立碧華国民中学
- 新北市立三和国民中学
- 新北市立二重国民中学

### 国民小学
| - 新北市立正義国民小学 - 新北市立重陽国民小学 - 新北市立二重国民小学 - 新北市立厚徳国民小学 - 新北市立集美国民小学 | - 新北市立光栄国民小学 - 新北市立光興国民小学 - 新北市立三光国民小学 - 新北市立修徳国民小学 - 新北市立三重国民小学 | - 新北市立永福国民小学 - 新北市立五華国民小学 - 新北市立安渓国民小学 |

## 交通
| 種別 | 路線名称               | その他                          |
| ---- | ---------------------- | ------------------------------- |
| 捷運 | 蘆洲線                 | 三和国中駅 三重国小駅           |
| 捷運 | 新荘線                 | 先嗇宮駅 三重駅 菜寮駅 台北橋駅 |
| 捷運 | 機場捷運               | 三重駅 二重駅                   |
| 国道 | 国道1号 中山高         | 三重IC                          |
| バス | 国光汽車客運、三重客運 | 桃園空港行きなどを運行          |

## 観光
- 三重親水公園
- 三和夜市（中国語版）
- 忠孝碼頭（中国語版）

## ギャラリー
- 三重総合体育館
- 大台北都会公園
- 三重義天宮
- 三重親水公園
- 大台北都会公園
- 辰光橋